# Saison 1997 de Super 12
Navigation
Super 12 1996 Super 12 1998
La saison 1997 de Super 12 est la deuxième édition de la compétition. Elle est disputée par 8 franchises d'Australie et de Nouvelle-Zélande et par 4 équipes d'Afrique du Sud qui se sont qualifiées par l'intermédiaire de la Currie Cup. La compétition débute le 28 février 1997 et se termine le 31 mai 1997 à Auckland. Elle est remportée par les Blues à l'issue d'une finale contre les Brumbies.

## Équipes participantes
La compétition oppose les douze franchises issues des trois grandes nations du rugby à XV de l'hémisphère sud :
| Équipes sud africaines - Northern Transvaal basée à Pretoria - Gauteng Lions basée à Johannesburg - Natal Sharks basée à Durban - Free State basée à Bloemfontein | Franchises australiennes - Brumbies basée à Canberra - Waratahs basée à Sydney - Reds basée à Brisbane | Franchises néo-zélandaise - Blues basée à Auckland - Chiefs basée à Hamilton - Crusaders basée à Christchurch - Highlanders basée à Dunedin - Hurricanes basée à Wellington |

## Classement de la saison régulière
| Rang | Club               | J  | V  | N | D | Bo | Bd | Pm  | Pe  | Diff | Pts |
| ---- | ------------------ | -- | -- | - | - | -- | -- | --- | --- | ---- | --- |
| 1    | Blues (T)          | 11 | 10 | 1 | 0 | 8  | 0  | 435 | 283 | +152 | 50  |
| 2    | Brumbies           | 11 | 8  | 0 | 3 | 9  | 0  | 406 | 291 | +115 | 41  |
| 3    | Hurricanes         | 11 | 6  | 0 | 5 | 5  | 5  | 416 | 314 | +102 | 34  |
| 4    | Natal Sharks       | 11 | 5  | 2 | 4 | 5  | 1  | 321 | 350 | -29  | 30  |
| 5    | Gauteng Lions      | 11 | 5  | 1 | 5 | 5  | 1  | 302 | 346 | -44  | 28  |
| 6    | Crusaders          | 11 | 5  | 1 | 5 | 2  | 2  | 272 | 235 | +37  | 26  |
| 7    | Free State         | 11 | 5  | 0 | 6 | 3  | 2  | 301 | 327 | -26  | 25  |
| 8    | Northern Transvaal | 11 | 3  | 3 | 5 | 4  | 0  | 264 | 342 | -78  | 22  |
| 9    | Waratahs           | 11 | 4  | 0 | 7 | 2  | 2  | 255 | 296 | -41  | 20  |
| 10   | Queensland Reds    | 11 | 4  | 0 | 7 | 3  | 1  | 263 | 318 | -55  | 20  |
| 11   | Chiefs             | 11 | 4  | 0 | 7 | 2  | 1  | 272 | 295 | -23  | 19  |
| 12   | Highlanders        | 11 | 3  | 0 | 8 | 4  | 1  | 299 | 409 | -110 | 17  |

|  | Qualifiés pour la phase finale (no 1, no 2, no 3, no 4). |
|  | T : Tenant du titre 1996                                 |

Attribution des points : victoire : 4, match nul : 2, défaite : 0 ; plus les bonus (offensif : 4 essais marqués ; défensif : défaite par 7 points d'écart maximum).
Règles de classement : 1. différence de points ; 2. résultat du match entre les deux franchises ; 3. le nombre d'essais marqués.

## Résultats
| Clubs               | BLU   | BRU   | CHI   | CRU   | FRE   | HIG   | HUR   | LIO   | NAT   | NOR   | QUE   | WAR   |
| ------------------- | ----- | ----- | ----- | ----- | ----- | ----- | ----- | ----- | ----- | ----- | ----- | ----- |
| Blues               |       | 41-29 |       | 29-28 |       |       | 45-42 | 63-22 | 39-17 |       | 49-26 |       |
| Brumbies            |       |       | 48-34 | 49-29 | 50-23 |       |       |       |       | 38-19 |       | 56-9  |
| Chiefs              | 16-26 |       |       |       |       | 18-34 |       | 47-9  | 15-33 |       | 31-16 |       |
| Crusaders           |       |       | 24-15 |       |       |       | 19-17 | 23-0  | 26-26 |       | 48-3  |       |
| Free State Cheetahs | 15-24 |       | 27-13 | 11-16 |       |       |       | 20-24 | 45-40 |       | 35-24 |       |
| Highlanders         | 28-45 | 9-15  |       | 37-29 | 18-49 |       |       |       |       | 27-7  |       | 16-27 |
| Hurricanes          |       | 29-35 | 18-23 |       | 59-30 | 60-34 |       |       |       | 64-32 |       | 19-3  |
| Gauteng Lions       |       | 44-36 |       |       |       | 47-29 | 35-37 |       | 42-8  | 16-16 |       | 36-27 |
| Natal Sharks        |       | 35-26 |       |       |       | 75-43 | 29-24 |       |       | 27-27 |       | 28-23 |
| Northern Transvaal  | 40-40 |       | 34-27 | 23-22 | 23-35 |       |       |       |       |       | 14-3  |       |
| Queensland Reds     |       | 19-24 |       |       |       | 37-24 | 29-47 | 40-27 | 40-3  |       |       |       |
| Waratahs            | 20-34 |       | 26-33 | 25-8  | 36-11 |       |       |       |       | 43-29 | 16-26 |       |

|  | Victoire à domicile |  | Match nul |  | Défaite à domicile |

## Phase finale
|  | Demi-finales                                  | Demi-finales                            |       |    | Finale                                  | Finale                                  |
|  | Demi-finales                                  | Demi-finales                            |       |    | Finale                                  | Finale                                  |
|  |                                               |                                         |       |    |                                         |                                         |
|  | le 23 mai 1997 à l'Eden Park (Auckland)       | le 23 mai 1997 à l'Eden Park (Auckland) |       |    | le 31 mai 1997 à l'Eden Park (Auckland) | le 31 mai 1997 à l'Eden Park (Auckland) |
|  | le 23 mai 1997 à l'Eden Park (Auckland)       | le 23 mai 1997 à l'Eden Park (Auckland) |       |    | le 31 mai 1997 à l'Eden Park (Auckland) | le 31 mai 1997 à l'Eden Park (Auckland) |
|  | Blues                                         | 55                                      |       |    | le 31 mai 1997 à l'Eden Park (Auckland) | le 31 mai 1997 à l'Eden Park (Auckland) |
|  | Blues                                         | 55                                      |       |    | le 31 mai 1997 à l'Eden Park (Auckland) | le 31 mai 1997 à l'Eden Park (Auckland) |
|  | Natal                                         | 36                                      |       |    | le 31 mai 1997 à l'Eden Park (Auckland) | le 31 mai 1997 à l'Eden Park (Auckland) |
|  | Natal                                         | 36                                      | Blues | 23 |                                         |                                         |
|  | le 24 mai 1997 au Canberra Stadium (Canberra) |                                         | Blues | 23 |                                         |                                         |
|  |                                               | Brumbies                                | 7     |    |                                         |                                         |
|  | Brumbies                                      | Brumbies                                | 7     | 33 |                                         |                                         |
|  | Brumbies                                      |                                         |       | 33 |                                         |                                         |
|  | Hurricanes                                    | 20                                      |       |    |                                         |                                         |
|  | Hurricanes                                    | 20                                      |       |    |                                         |                                         |